# Přístup orientovaný na úkoly
Přístup orientovaný na úkoly
je přístup, který je používán v rámci sociální práce. Tento směr vznikl v 2. polovině 20. století na základě prací W. J. Reida a L. Epsteinové. Základním východiskem přístupu je vytvořit systematický rámec pro zvládání různých praktických problémů v klientově životě.

## Úvod
Tento přístup vychází z teorie sociálního učení, z teorie systému a z empirických poznatků. Vznik přístupu podnítila studie od W. J. Reida a A. W. Shyna Brief and extended casework (1969).
Což bylo docela paradoxní, neboť původním cílem této práce bylo dokázat, že dlouhodobé spolupráce s klientem vykazují lepší výsledky než krátkodobé spolupráce s klientem. Ve výzkumu ale toto tvrzení prokázáno nebylo, naopak ukázalo se, že doba intervence nerozhoduje o pozitivnějším vlivu na klienta. Na základě studie se v roce 1972 W. J. Reid s L. Epsteinovou pokusili zformulovat systém krátkodobé intervence, v níž hrál klíčovou roli centrální pojem úkol.

## Podstata
Podstatou je vytvořit systematický rámec pro zvládání klientových problémů. Základní tezí je, že i malý úspěch rozvíjí klientovu sebedůvěru a sebeúctu, díky čemuž se klienti více angažují v úkolech, které si sami zvolili. Základními rysy přístupu je partnerství a posilování. Vůdčí autoritou není pracovník, ale klient sám, on jediný je skutečným odborníkem na svůj problém. Přístup je stavěn na klientových silných stránkách, na tom, jak klient participuje a porozuměl pomáhajícímu procesu.

## Okruhy ohniskových problémů, na které se přístup zaměřuje
1. Interpersonální konflikty
2. Neuspokojení ze sociálních vztahů
3. Problémy s formálními organizacemi
4. Potíže v naplňování rolí
5. Problémy vznikající v souvislosti se sociálními změnami
6. Reaktivní emocionální úzkost
7. Neadekvátní zdroje klienta
8. Behaviorální problémy

## Etapy práce s klientem
1. Příprava: předchází samotné intervenci (žádost klienta, legitimizace role soc. pracovníka,..)
2. Explorace problému: vyjasňování zájmů klienta, definice zájmů/problémů, seřazení v pořadí dle významnosti.
3. Dohoda o cílech: shoda na směru změny, klasifikace problému dle kategorií (viz dříve).
4. Formulace a plnění úkolů: dohodnutí se na frekvenci kontaktů, délce kontraktu, jednotlivých schůzek a na konkrétních úkolech. Je možné vytvořit i písemnou smlouvu. Vytvořené cíle mají být realistické, pokud možno menší a v reálných možnostech klienta.
5. Ukončení pomáhajícího vztahu: probíhá dlouho, klient musí od začátku vědět, kdy ukončení nastane a musí být na něj připravován.
6. Testováni, kontrola: testování toho, jak bylo pracovníkovo úsilí úspěšné.